# アール・フッカー
アール・フッカー（Earl Hooker, 1929年1月15日 - 1970年4月21日）はアメリカ合衆国のブルースミュージシャン。シカゴ・ブルースの最盛期を担った、ブルースの系譜において影響力のあるスライド・ギタリストのうちの一人である。ジョン・リー・フッカーは従兄。

## 来歴
1929年ミシシッピ州クラークスデールに生まれる。1歳でイリノイ州シカゴへ移住。15歳でギターを始める。1952年に初録音。マディ・ウォーターズやジュニア・ウェルズ、サニー・ボーイ・ウィリアムスンら大物ミュージシャンのアルバムに客演も多く、スタジオミュージシャンとしての性格も強い。自身のヒットとしては1962年にエイジより出したインストルメンタル・ブルース曲の『Blue Guitar』がある。
そのスタイルはブルースに留まらず、カントリーやジャズまで幅広く対応している。1970年に41歳で死去。使用ギターとしては、ギブソンのダブルネック(EDS-1275)や日本製と思われるレス・ポールのコピーモデルなど。

## 演奏スタイルと認識
同時代のエルモア・ジェームスやマディ・ウォーターズとは異なり、フッカーはスライド・プレー用にギターの標準的なチューニングを使用した。彼は短いスチール製のスライドを使用したため、曲の途中でスライドとフレット演奏を簡単に切り替えることができた。彼のスライド・サウンドの一部は、彼がロバート・ナイトホークから学んだテクニックである彼の軽いタッチに起因している。「フルコードグリッサンド効果を使用する代わりに、標準的なチューニングでスライドを演奏したタンパ・レッド、ヒューストン・スタックハウスおよび彼のメンターであるロバート・ナイトホークから受け継がれた、より鋭い単音のランを好んだ。」フッカーは、スライド・ギターの習得に加えて、高度に開発された標準ギターのソリストおよびリズムプレーヤーでもあった。多くのブルース・ギタリストがB.B.キングの物真似をしていた頃、フッカーは独自の道を歩んでいた。彼は本質的にブルースマンだったが、彼はいくつかの音楽スタイルに長けていた。彼の気分と観客の反応によっては、フッカーのパフォーマンスにはブルース、ブギウギ、R&B、ソウル、ビバップ、ポップ、そしてカントリーウエスタンさえも含まれていた。
フッカーはTボーン・ウォーカーのスタイルで派手なショーマンであり、ギター・スリムやジョニー・"ギター"・ワトソンなどの同様のアプローチを他の人よりも先行していた。彼は派手な服を着て、歯や足でギターを選ぶか、首の後ろや足の間で演奏しました。彼はダブルネックギターも演奏し、最初は6弦ギターと4弦ベースのコンビネーション、その後は12弦と6弦のコンビネーションを演奏しました。1967年に結核で体力が低下した後、彼はときどき座って軽いシングルネックギターを使用して演奏した。ガジェットを避けたジャンルでは、フッカーは例外だった。彼は増幅を実験し、エコーとテープ遅延を使用した「曲の中で自分の演奏を二重に追跡することで、2つのソロを同時にハーモニーで選ぶことができた」など。彼は1968年にワウペダルを使い始め、一部のソロにボーカルのようなクオリティを加えた。
フッカーは同時代の人ほど公衆からの評価は得られなかったが、ミュージシャンから高く評価された。以下に挙げるミュージシャンたちを含め、多くの人が彼を現代の最も偉大なブルース・ギタリストの一人と考えています、ウェイン・ベネット、ボビー・ブランド、アルバート・コリンズ、ウィリー・ディクソン、ロニー・アール、ティンズリー・エリス、ギター・ショーティ、バディ・ガイ、ジョン・リー・フッカー、アルバート・キング、B.B.キング、リトル・ミルトン、ルイス・マイヤーズ、ラッキー・ピーターソン、オーティス・ラッシュ、ジョー・ルイス・ウォーカー、ジュニア・ウェルズ。2013年、フッカーはブルースの殿堂入りを果たした。授賞にあたり主宰者ブルース・ファウンデーションは次のコメントを発表している。「アール・フッカーは『ブルース・ギタリスト』のギタリストであり、1950年代と60年代にシカゴのブルース・ミュージシャンの間で最も尊敬されていた6弦の魔術師であった。」